# مانيش (هايتي)
مانيش هي مدينة من مدن هايتي. يبلغ عدد سكانها 21,766 نسمة وذلك حسب إحصائيات سنة 2009. يبلغ ارتفاع المدينة عن سطح البحر قرابة 89 متر.